# 羅臼湖

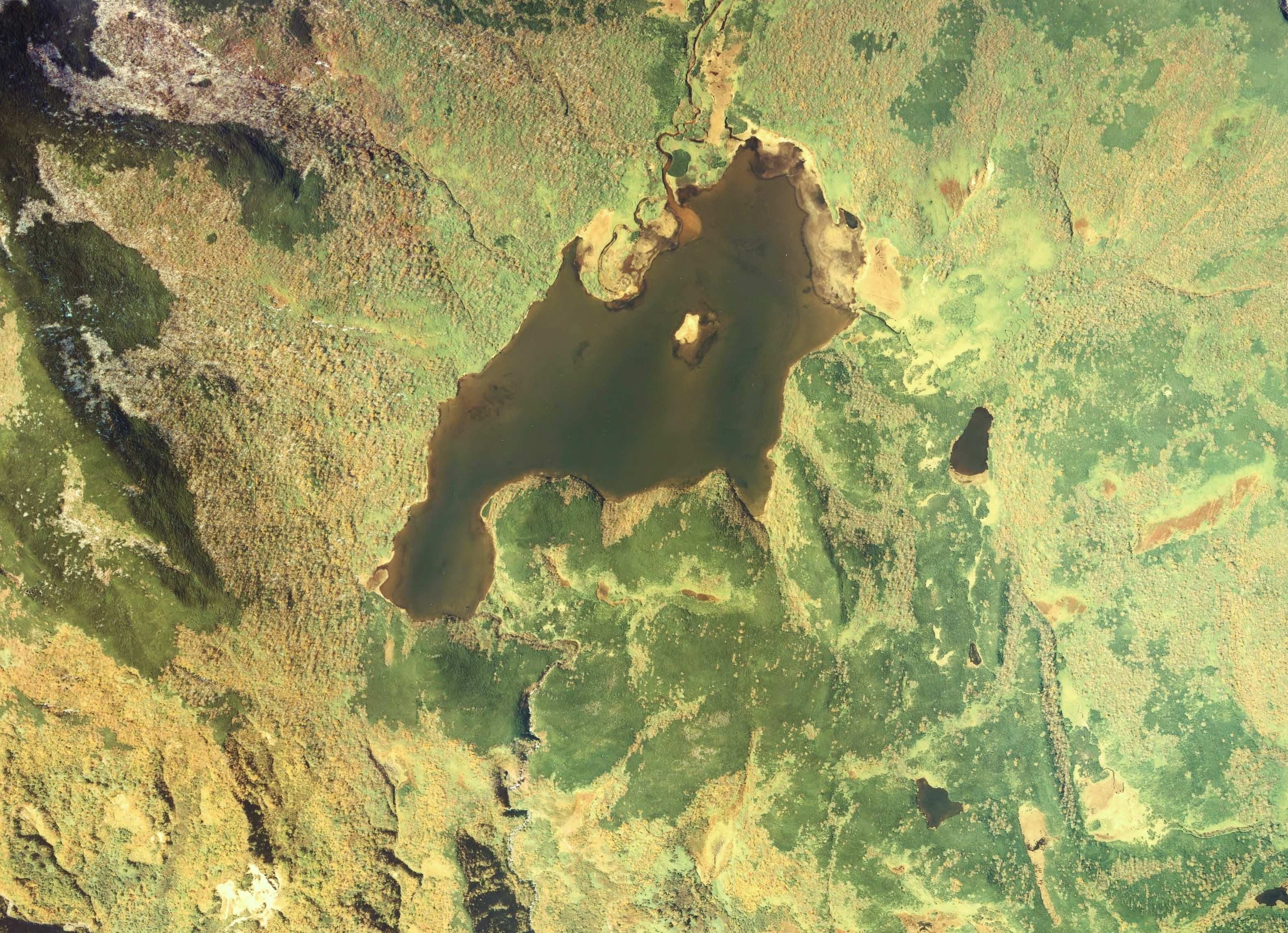
航空写真（1978年）

羅臼湖（らうすこ）は、北海道羅臼町にある湖である。

## 地理等
知床国立公園内の最大の湖で、知床峠の南西に位置し周辺には大小5つの沼がある。
知床峠から羅臼側に3kmほどの所に羅臼湖入り口バス停がある。バス停から羅臼湖までは約3kmで標高差80mほどを歩く。
登山に準じた装備や体力が必要となり、湿地や雪渓を歩くため長靴やエゾヒグマの生息域のためその対策も必要となる。

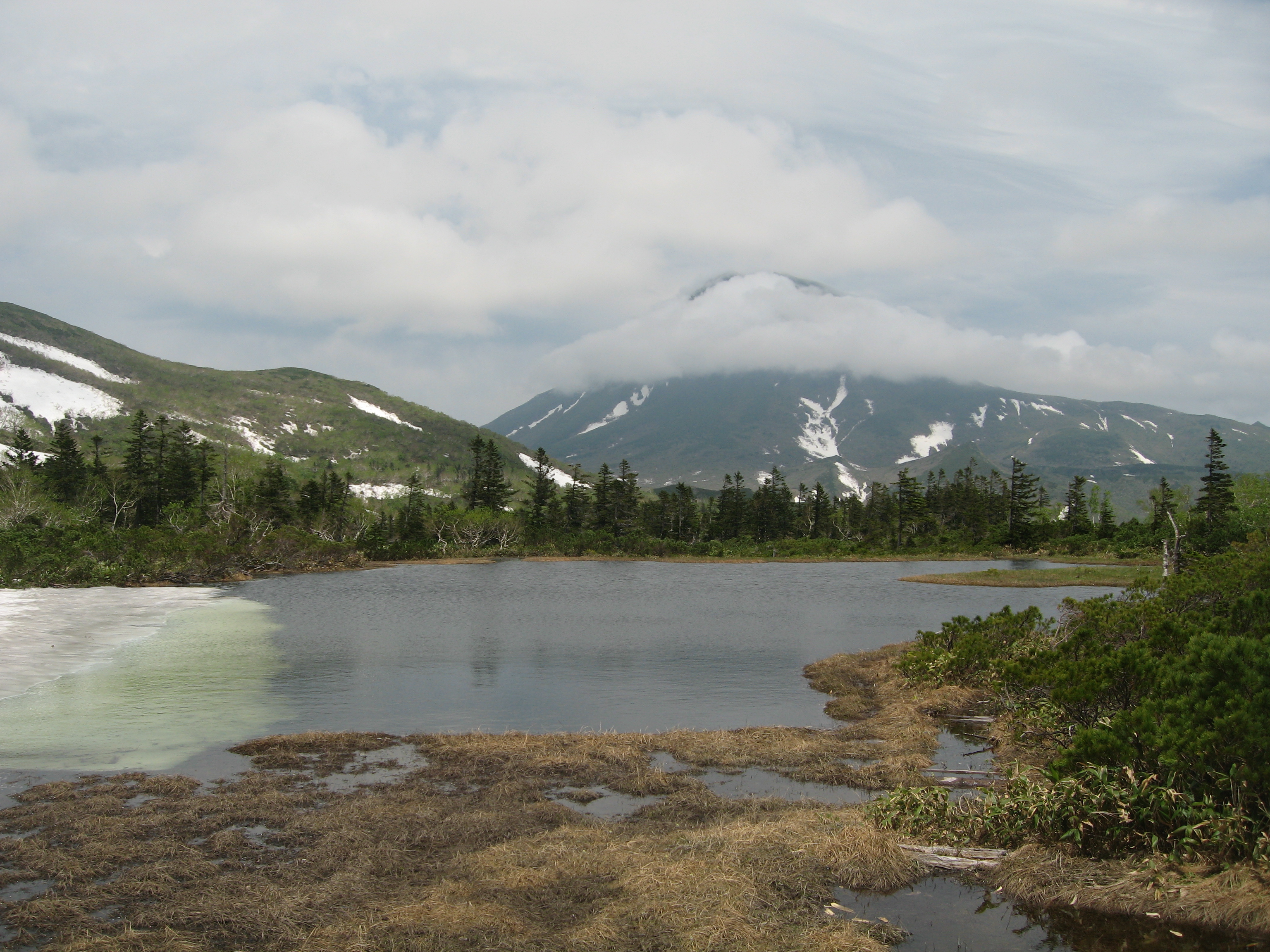
羅臼湖の三の沼と羅臼岳
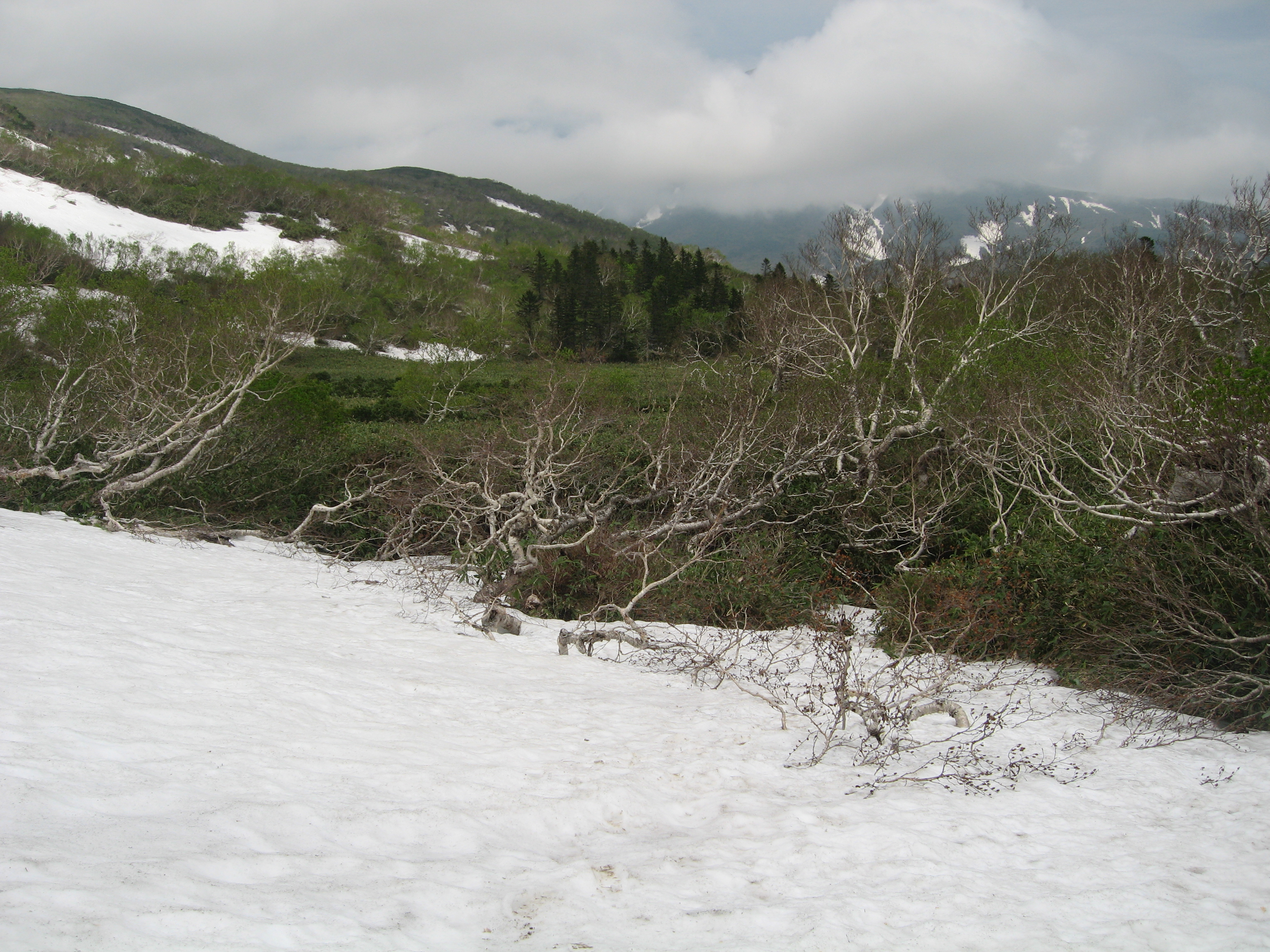
羅臼湖への途中にある雪渓
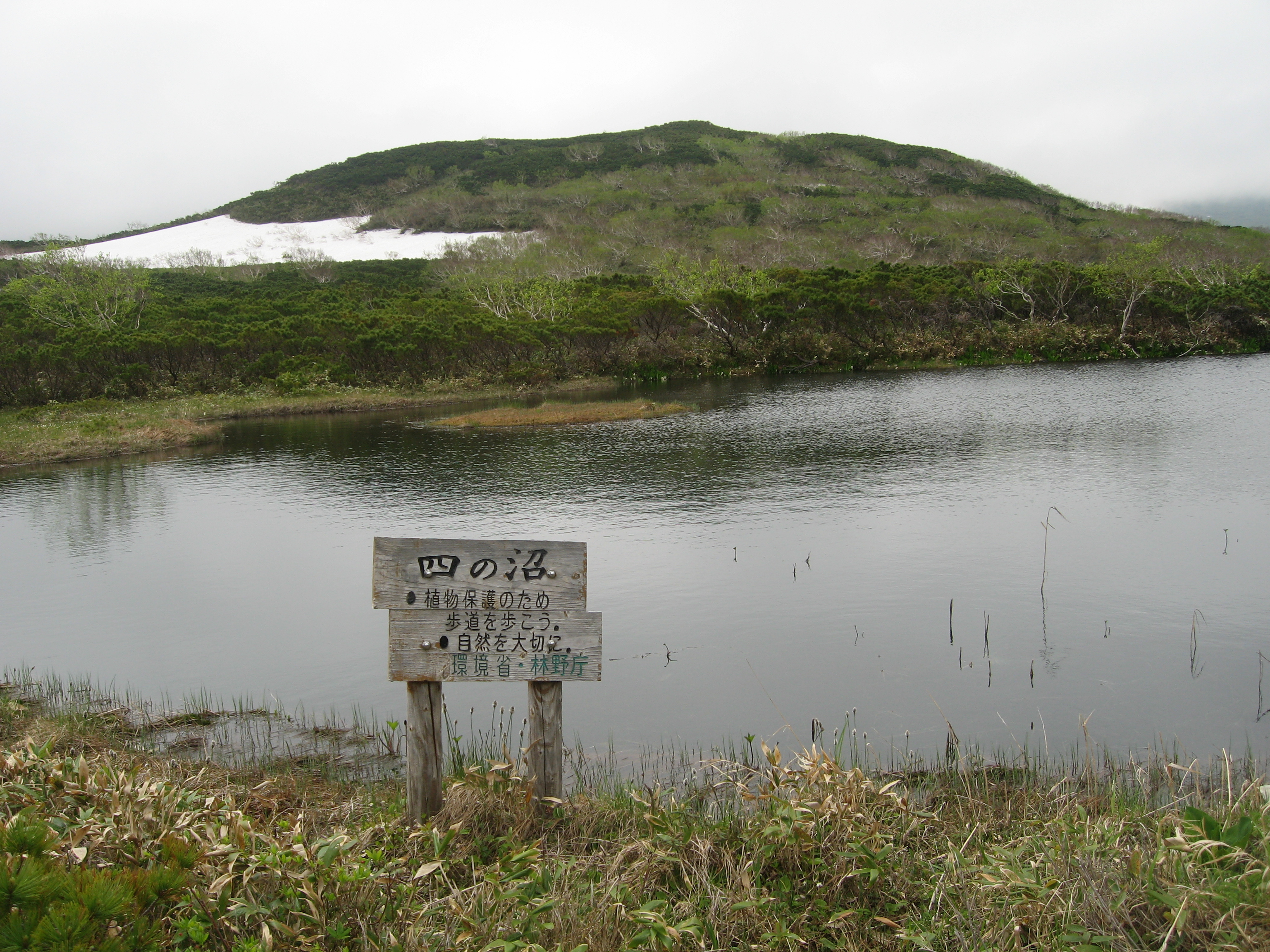
羅臼湖の四の沼
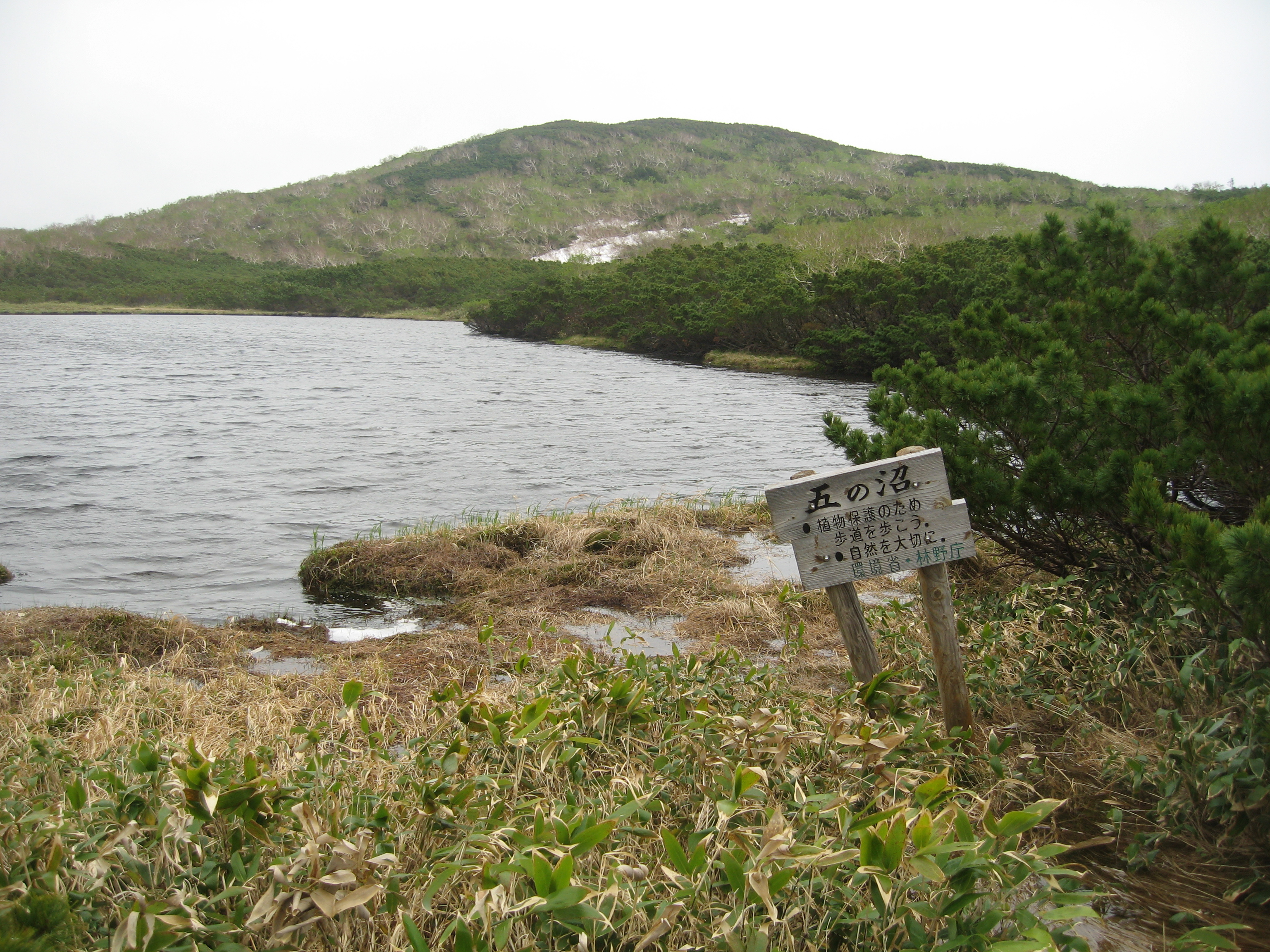
羅臼湖の五の沼
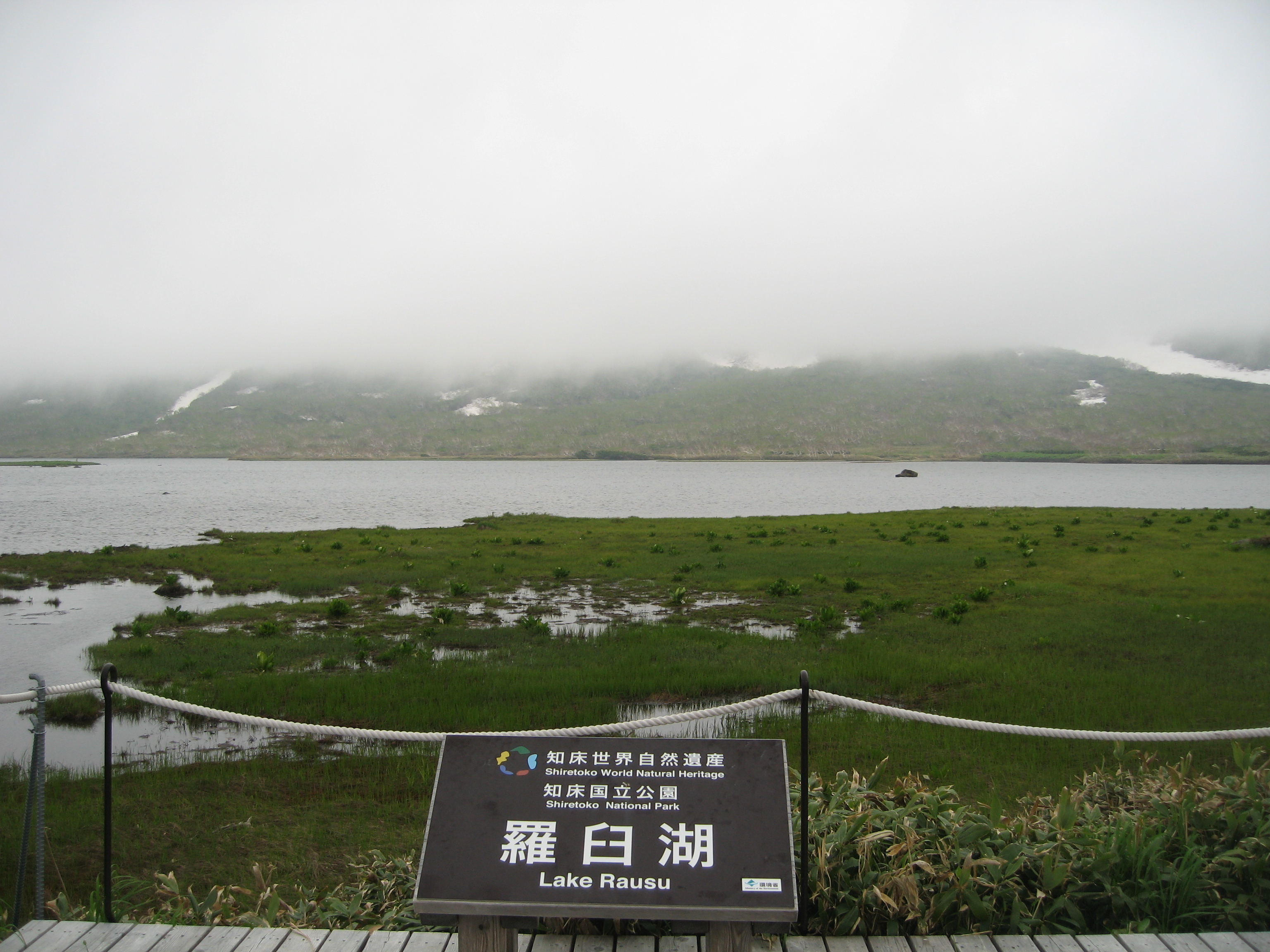
羅臼湖の看板

## 周辺
- 知床国立公園
- 知床峠
- 知西別岳
- 羅臼岳